# Magerrain
Magerrain är ett berg i Schweiz.   Det ligger i distriktet Wahlkreis Sarganserland och kantonen Sankt Gallen, i den östra delen av landet, 130 km öster om huvudstaden Bern. Toppen på Magerrain är 2 523 meter över havet, eller 540 meter över den omgivande terrängen. Bredden vid basen är 18,0 km.
Terrängen runt Magerrain är huvudsakligen bergig, men den allra närmaste omgivningen är kuperad. Närmaste större samhälle är Flums, 11,3 km nordost om Magerrain. 
Trakten runt Magerrain består i huvudsak av gräsmarker. Runt Magerrain är det ganska glesbefolkat, med 38 invånare per kvadratkilometer.